# Peter Bonke
Peter Bonke (født 24. december 1942) er en dansk skuespiller.
Bonke, der er landmandssøn fra Skelstrup på Lolland og student fra Maribo Gymnasium, blev i 1964 optaget på Det Kongelige Teaters elevskole, men blev senere smidt ud, fordi han ikke tog uddannelsen seriøst. Han blev imidlertid spottet af Poul Reumert, der anbefalede ham til Ungdommens Teater, hvor han efterfølgende fik en rolle i Boyfriend. Senere kom engagementer på Boldhus Teatret, Aveny Teatret, Det ny Teater og Hvidovre Teater. Han flyttede til Paris i 1975 og fik flere roller i franske film.

## Udvalgt filmografi
- Nu stiger den (1966)
- Mig og min lillebror (1967)
- Min søsters børn vælter byen (1968)
- Jeg elsker blåt (1968)
- Kys til højre og venstre (1969)
- Helle for Lykke (1969)
- Hurra for de blå husarer (1970)
- Manden på Svanegården (1972)
- Le toubib (1979)
- Trois hommes á abattre (1980)
- Une affair d' hommes (1981)
- Couples et amants (1994)
- Pédale douce (1996)
- L'lle au bout du monde (1998)